# 31266 Tournefort
31266 Tournefort este un asteroid din centura principală de asteroizi.

## Descriere
31266 Tournefort este un asteroid din centura principală de asteroizi. A fost descoperit pe 1 martie 1998 la Observatorul La Silla de Eric Walter Elst. Asteroidul prezintă o orbită caracterizată de o semiaxă mare de 3,06 ua, o excentricitate de 0,06 și o înclinație de 3,2° în raport cu ecliptica.